# Зекирхен-ам-Валлерзе
Зекирхен-ам-Валлерзе (нем. Seekirchen am Wallersee) — город в Австрии, в федеральной земле Зальцбург.
Входит в состав округа Зальцбург. Население составляет 12 000 человек (на 2008 год). Занимает площадь 50,27 км². Официальный код — 50 339.

## Политическая ситуация
Бургомистр коммуны — Йохан Шпатценеггер (АНП) по результатам выборов 2004 года.
Совет представителей коммуны (нем. Gemeinderat) состоит из 25 мест.
- АНП занимает 11 мест.
- СДПА занимает 5 мест.
- Партия FDS (Freie Demokraten Seekirchen) занимает 4 места.
- Партия LESE (Initiative Lebenswertes Seekirchen) занимает 3 места.
- АПС занимает 2 места.

## Население
| Год  | Численность | Численность |
| ---- | ----------- | ----------- |
| 2016 | 10 521      |             |
| 2018 | 10 764      | [ 2 ]       |